# Tatyńska Struga
Tatyńska Struga (do 1945 niem. Hagen Bach) – strumień o długości ok. 2,5 km, mający źródła ok. 0,5 km na zachód od Przęsocina. W górnym biegu strumień płynie w głębokim parowie, w zalesionym terenie Puszczy Wkrzańskiej. W środkowym biegu strumień przecina czerwony pieszy szlak turystyczny  „Scieżkami Dzików”. 1 km a północ od Siedlic, jako prawy dopływ, łączy się ze strumieniem Piwniczna Struga.